# Emilia Ceballos
Lauren Emilia Ceballos Bolívar (Guacarí, Valle del Cauca, 8 de enero de 1992) conocida artísticamente como Emilia Ceballos, es una actriz colombiana, reconocida por su participación en telenovelas como La selección, Diomedes, el Cacique de La Junta y Polvo carnavalero.

## Biografía
Nació en Guacari, Valle del Cauca, un 8 de enero de 1992. Graduada de la Universidad del Valle de Cali en Licenciatura de Arte Dramático.
"Yo vivía en la ciudad de Cali y me dedicaba de lleno al teatro. Un compañero de mi colectivo de teatral me sugirió que intentara hacer televisión, me sembró la espinita y decidí radicarme en Bogotá, después de tocar varias puertas y de hacer unitarios, se dio la oportunidad de ‘Tres Caínes’, experiencia que ha sido enriquecedora, es otro lenguaje, otro tono, otra intensidad. He descubierto un universo que me encanta y para el cual quiero hacer carrera”, concluye la joven nacida en Guacarí, Valle del Cauca, quien además destaca la generosidad de sus compañeros de set para orientarla frente a la cámara.

## Televisión
| Año       | Título                               | Personaje                       | Canal              |
| --------- | ------------------------------------ | ------------------------------- | ------------------ |
| 2011-2012 | 3 milagros                           | Laura Sáenz                     | Canal RCN          |
| 2013      | Tres Caínes                          | Alicia Ríos                     | Canal RCN          |
| 2013      | La selección                         | Yadira Donado                   | Caracol Television |
| 2014      | La viuda negra                       | Katty                           | Caracol Television |
| 2014      | La ronca de oro                      |                                 | Caracol Television |
| 2015      | Diomedes, el Cacique de La Junta     | Rosa Elvira Díaz Maestre "Ocha" | Canal RCN          |
| 2016-2017 | La ley del corazón                   | Raquel Moreno                   | Canal RCN          |
| 2017      | Polvo carnavalero                    | Lorna Martínez                  | Caracol Television |
| 2018      | Sin senos sí hay paraíso             | Yamile                          | Telemundo          |
| 2019      | El final del paraíso                 | Yamile                          | Telemundo          |
| 2020      | Mal de tierra                        | Natalia Piedrahita              | Canal Trece        |
| 2020      | Verdad oculta                        | Mayerly Garzón "La Chuqui"      | Canal RCN          |
| 2021      | Enfermeras                           |                                 | Canal RCN          |
| 2022      | Noticia de un secuestro              | Rita                            | Prime Video        |
| 2022-2023 | Leandro Díaz                         | Clementina Ramos                | Canal RCN          |
| 2023      | Pálpito                              | Melisa                          | Netflix            |
| 2024      | La sustituta                         | Sargento Beatriz Oviedo         | Vix                |
| 2024      | Emma Reyes: La huella de la infancia | Frida Kahlo                     | Señal Colombia     |
| 2025      | Velvet: El nuevo imperio             | Pepita                          | Telemundo          |

## Cine
| Año  | Título                       | Personaje |
| ---- | ---------------------------- | --------- |
| 2012 | 180 segundos                 |           |
| 2015 | Tiempo perdido               |           |
| 2018 | Los fierros                  | Elizabeth |
| 2022 | El rezador                   | Nela      |
| 2022 | Selva roja                   | Yeni      |
| 2024 | Pimpinero: sangre y gasolina | Marisol   |